# Meilenstein (Höhnstedt)

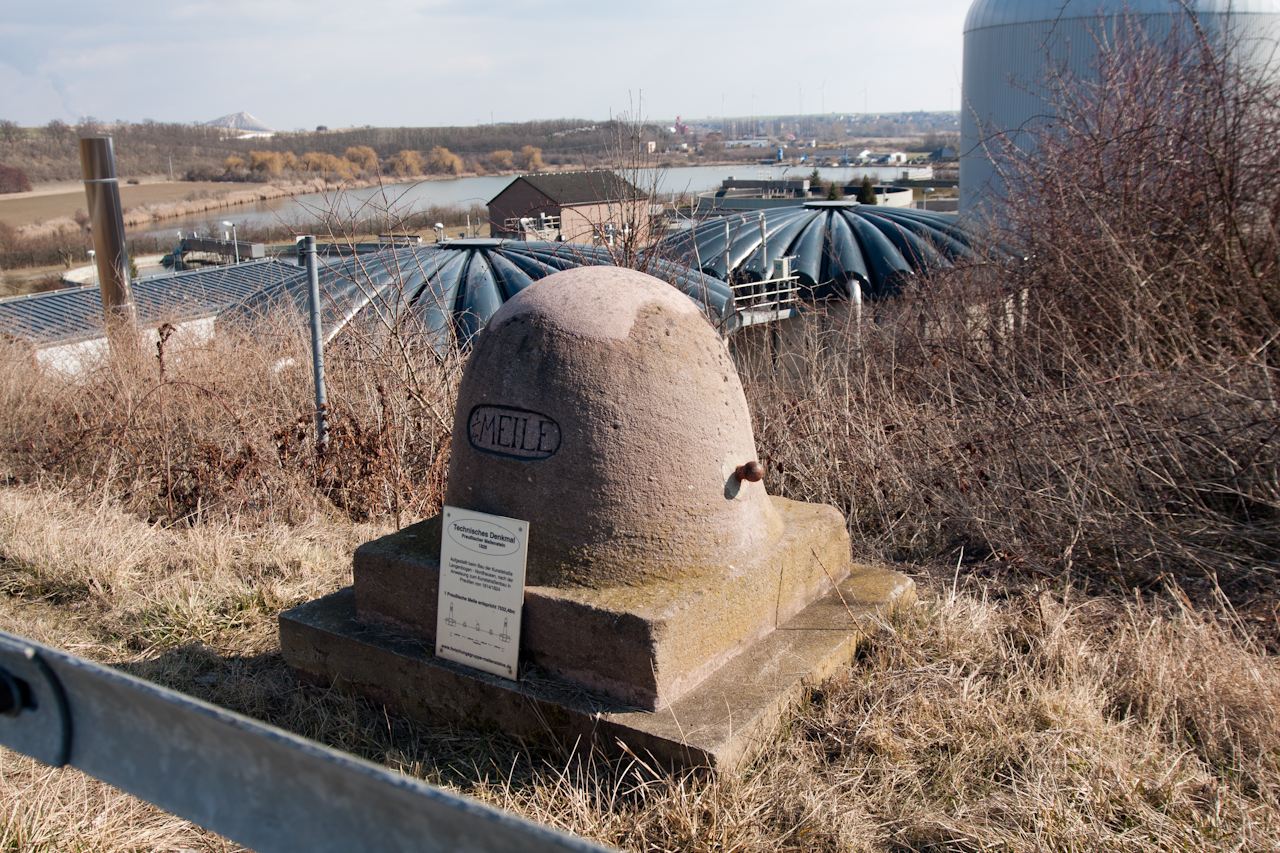
Viertelmeilenstein bei Höhnstedt

Der Meilenstein von Höhnstedt ist ein denkmalgeschützter Meilenstein auf dem Gebiet des Ortsteiles Höhnstedt der Gemeinde Salzatal in Sachsen-Anhalt. Im örtlichen Kulturdenkmalverzeichnis ist der Meilenstein unter der Erfassungsnummer 094 98373 als Kleindenkmal und im örtlichen Bodendenkmalverzeichnis unter der Erfassungsnummer 428300220 als Bodendenkmal eingetragen.
Beim Meilenstein südlich von Höhnstedt handelt es sich um einen glockenförmigen preußischen Viertelmeilenstein. Er steht an der Kreisstraße 2149, früherer Verlauf der Bundesstraße 80, zwischen Rollsdorf und Langenbogen auf der Flur von Höhnstedt. Zum Zeitpunkt seiner Aufstellung im Jahr 1826 durch das Königreich Preußen verlief hier eine der wichtigsten Fernstraßen des Landes, Teil der Chaussee Berlin-Kassel. Die nächstgelegenen Ganzmeilensteine sind der Meilenstein (Langenbogen) und der Ganzmeilenobelisk in Aseleben, zudem sind auch der nächste Halbmeilenstein und der nächste Viertelmeilenstein (je in Seeburg) erhalten geblieben. Der Distanzstein gehört neben den Kulturdenkmälern auch zu den Technischen Denkmälern. Eine Tafel der Forschungsgruppe Meilensteine zeigt die übliche Ausstattung der Chaussee und nennt die wichtigsten Daten.
Jahrzehntelang befand sich der Viertelmeilenstein verschüttet unterhalb des Straßenniveaus und ragte nur wenige Zentimeter aus dem Bankett heraus, bis er im November 2000 freigelegt und angehoben wurde. Am 4. Dezember 2000 wurde er auf ein neues Fundament gestellt. Bis zum Jahr 1935 diente der Stein auch als Nivellierungspunkt. Danach kam es zu Senkungserscheinungen im Umfeld, so dass im Jahr 1968 Aufschüttungen notwendig wurden, um die Straße zu stabilisieren.